# 外西凡尼亞公國 (1711年—1867年)
外西凡尼亞公國（德语：Fürstentum Siebenbürgen），1765年后称外西凡尼亞大公國，是匈牙利王室的領地，自1804年起為奧地利王室領地，由哈布斯堡君主國的哈布斯堡王朝和哈布斯堡-洛林君主統治（即后来的奧地利帝國）。在奧斯曼人被逐出中世紀匈牙利王國的大部分領土，以及在拉科奇獨立戰爭（1703年至1711年）失敗後，哈布斯堡王朝以他們的頭銜“匈牙利國王”宣稱擁有特蘭西瓦尼亞公國的前領土。在1848年匈牙利革命期間，匈牙利政府在1848年四月法案中宣布與外西凡尼亞聯合（特蘭西瓦尼亞議會於5月30日確認，國王於6月10日批准特蘭西瓦尼亞成為再次成為匈牙利不可分割的一部分）。革命失敗後，奧地利三月憲法頒布法令，特蘭西瓦尼亞公國成為完全獨立於匈牙利的獨立王室領地。1867年，由於奧匈妥協，公國與匈牙利重新統一。